# Colon (Míchigan)
Colon es una villa ubicada en el condado de St. Joseph en el estado estadounidense de Míchigan. En el Censo de 2010 tenía una población de 1173 habitantes y una densidad poblacional de 261,79 personas por km².

## Geografía
Colon se encuentra ubicada en las coordenadas 41°57′32″N 85°19′25″O / 41.95889, -85.32361. Según la Oficina del Censo de los Estados Unidos, Colon tiene una superficie total de 4.48 km², de la cual 3.54 km² corresponden a tierra firme y (21.04%) 0.94 km² es agua.

## Demografía
Según el censo de 2010, había 1173 personas residiendo en Colon. La densidad de población era de 261,79 hab./km². De los 1173 habitantes, Colon estaba compuesto por el 97.27% blancos, el 0.34% eran afroamericanos, el 0.34% eran amerindios, el 0.17% eran asiáticos, el 0% eran isleños del Pacífico, el 0.09% eran de otras razas y el 1.79% pertenecían a dos o más razas. Del total de la población el 1.28% eran hispanos o latinos de cualquier raza.